# Dal-Ben-Skisprungschanze
Die Dal-Ben-Skisprungschanze ist eine Skisprungschanze in der italienischen Gemeinde Predazzo im Val di Fiemme. Das Stadion fasst 15.000 Zuschauer.

## Geschichte
Die nach Giuseppe Dal Ben, einem örtlichen Sportfunktionär, benannte Anlage wurde 1989 für Nordische Skiweltmeisterschaften 1991 errichtet. Auch 2003 und 2013 wurden auf der Anlage die Sprungwettbewerbe (Spezialspringen und Nordische Kombination) der Welttitelkämpfe ausgetragen. Zudem fanden dort auch die Sprungwettbewerbe der Winter-Universiade 2013 und der Junioren-Weltmeisterschaften 2014 statt. Auf der Schanze finden in unregelmäßigen Abständen Skisprung-Weltcup-Springen statt, früher auch einige Sommer-Grand-Prix-Springen. Den Schanzenrekord auf der Großschanze hält seit dem 28. Februar 2013 Eric Frenzel, der bei der Weltmeisterschaft 2013 auf 138,5 Meter sprang. Neben der Großschanze, die inzwischen einen Hillsize von 134 Metern aufweist, besteht auch eine Normalschanze mit einem Hillsize (HS) von 104 Metern. Eine kleinere 60-Meter-Schanze wurde seit 2001 wegen fehlender Seitenbegrenzungen nicht mehr genutzt und 2018 saniert.

### Olympia-Neubau
2018 wurde Predazzo vom Nationalen Olympischen Komitee Italiens als Austragungsort der Skisprungwettbewerbe für die Olympiakandidatur Mailands und Cortina d’Ampezzos für die Olympischen Winterspiele 2026 festgelegt. Das für die Olympiakandidatur vorgelegte und auf Nachhaltigkeit basierende Projekt sah eine Modernisierung der bestehenden Anlagen vor. Die ursprünglich veranschlagten Kosten von 8,7 Mio. Euro waren allerdings bis zum Frühjahr 2024 auf über 41 Mio. Euro in die Höhe geschnellt. Für die Kostenexplosion war unter anderem der vollständige Neubau der Schanzen verantwortlich. Nach Aussage der Verantwortlichen entsprachen die bestehenden Schanzen nicht mehr den Vorgaben. Das im August 2022 vorgestellte Neubauprojekt umfasst zudem den Neubau des Sprungrichterturms, einen Ausbau der Flutlichtanlage, eine neue Aufstiegsanlage einschließliche eines Aufzuges sowie den Bau einer neuen Beschneiungsanlage inklusive eines 680 m³ großen Wasserbeckens. Die dafür veranschlagten Kosten betrugen 2022 bereits 36,6 Mio. Euro. Völlig unklar waren bei der Verabschiedung des Neubauprojektes durch den Gemeinderat von Predazzo die zukünftigen jährlichen Betriebskosten.

## Internationale Wettbewerbe
Genannt werden alle von der FIS organisierten Sprungwettbewerbe.
| Datum              | Kategorie                  | Schanze | 1. Platz                                                                          | 2. Platz                                                                                   | 3. Platz                                                                                     |
| ------------------ | -------------------------- | ------- | --------------------------------------------------------------------------------- | ------------------------------------------------------------------------------------------ | -------------------------------------------------------------------------------------------- |
| 16. Februar 1990   | Weltcup                    | K90     | Roberto Cecon                                                                     | Jens Weißflog                                                                              | Virginio Lunardi                                                                             |
| 18. Februar 1990   | Weltcup                    | K120    | František Jež                                                                     | Ernst Vettori                                                                              | Stephan Zünd                                                                                 |
| 8. Februar 1991    | Weltmeisterschaft          | K120    | ÖsterreichHeinz Kuttin Ernst Vettori Stefan Horngacher Andreas Felder             | FinnlandAri-Pekka Nikkola Raimo Ylipulli Vesa Hakala Risto Laakkonen                       | DeutschlandHeiko Hunger André Kiesewetter Dieter Thoma Jens Weißflog                         |
| 10. Februar 1991   | Weltmeisterschaft          | K120    | Franci Petek                                                                      | Rune Olijnyk                                                                               | Jens Weißflog                                                                                |
| 16. Februar 1991   | Weltmeisterschaft          | K90     | Heinz Kuttin                                                                      | Kent Johanssen                                                                             | Ari-Pekka Nikkola                                                                            |
| 10. Januar 1992    | Weltcup                    | K90     | Martin Höllwarth                                                                  | Mikael Martinsson                                                                          | Staffan Tällberg                                                                             |
| 12. Januar 1992    | Weltcup                    | K120    | ÖsterreichWerner Rathmayr Andreas Felder Ernst Vettori Martin Höllwarth           | FinnlandAri-Pekka Nikkola Vesa Hakala Toni Nieminen Raimo Ylipulli                         | SchweizMartin Trunz Sylvain Freiholz Yvan Vouillamoz Stephan Zünd                            |
| 23. Januar 1993    | Weltcup                    | K120    | Noriaki Kasai                                                                     | Franci Petek                                                                               | Yūji Ashimoto                                                                                |
| 24. Januar 1993    | Weltcup                    | K120    | ÖsterreichAndreas Goldberger Stefan Horngacher Werner Rathmayr Ernst Vettori      | DeutschlandDieter Thoma Jens Weißflog Christof Duffner Gerd Siegmund                       | JapanAkira Higashi Yūji Ashimoto Noriaki Kasai Masahiko Harada                               |
| 14. Dezember 1993  | Weltcup                    | K90     | Jens Weißflog                                                                     | Espen Bredesen                                                                             | Andreas Goldberger                                                                           |
| 1. September 1994  | Grand Prix                 | K90     | Takanobu Okabe                                                                    | Andreas Goldberger                                                                         | Ari-Pekka Nikkola                                                                            |
| 12. Dezember 1995  | Weltcup                    | K90     | Mika Laitinen                                                                     | Ari-Pekka Nikkola                                                                          | Andreas Goldberger                                                                           |
| 28. August 1996    | Grand Prix                 | K90     | Masahiko Harada                                                                   | Ari-Pekka Nikkola                                                                          | Mika Laitinen                                                                                |
| 27. August 1997    | Grand Prix                 | K120    | Masahiko Harada                                                                   | Nicolas Dessum                                                                             | Sturle Holseter                                                                              |
| 6. Dezember 1997   | Weltcup                    | K120    | Jani Soininen                                                                     | Primož Peterka                                                                             | Andreas Widhölzl                                                                             |
| 11. August 1998    | Grand Prix                 | K120    | Masahiko Harada                                                                   | Janne Ahonen                                                                               | Martin Schmitt                                                                               |
| 8. Dezember 1998   | Weltcup                    | K120    | Martin Schmitt                                                                    | Kazuyoshi Funaki                                                                           | Noriaki Kasai                                                                                |
| 4. Dezember 1999   | Weltcup                    | K120    | Andreas Widhölzl                                                                  | Martin Schmitt                                                                             | Andreas Goldberger                                                                           |
| 5. Dezember 1999   | Weltcup                    | K120    | Andreas Widhölzl                                                                  | Jani Soininen                                                                              | Risto Jussilainen                                                                            |
| 21. Dezember 2001  | Weltcup                    | K120    | Adam Małysz                                                                       | Andreas Widhölzl                                                                           | Simon Ammann                                                                                 |
| 22. Dezember 2001  | Weltcup                    | K120    | Adam Małysz                                                                       | Simon Ammann                                                                               | Andreas Widhölzl                                                                             |
| 22. Februar 2003   | Weltmeisterschaft          | K120    | Adam Małysz                                                                       | Matti Hautamäki                                                                            | Noriaki Kasai                                                                                |
| 23. Februar 2003   | Weltmeisterschaft          | K120    | FinnlandJanne Ahonen Tami Kiuru Arttu Lappi Matti Hautamäki                       | JapanKazuyoshi Funaki Akira Higashi Hideharu Miyahira Noriaki Kasai                        | NorwegenTommy Ingebrigtsen Lars Bystøl Sigurd Pettersen Bjørn Einar Romøren                  |
| 28. Februar 2003   | Weltmeisterschaft          | K95     | Adam Małysz                                                                       | Tommy Ingebrigtsen                                                                         | Noriaki Kasai                                                                                |
| 29. August 2003    | Grand Prix                 | K95     | Akseli Kokkonen                                                                   | Martin Höllwarth                                                                           | Veli-Matti Lindström                                                                         |
| 10. Oktober 2003   | FIS-Rennen                 | K95     | Roland Müller                                                                     | Gerald Wambacher                                                                           | Mitja Mežnar                                                                                 |
| 11. Oktober 2003   | FIS-Rennen                 | K95     | Roland Müller                                                                     | Gerald Wambacher                                                                           | Mitja Mežnar                                                                                 |
| 18. Dezember 2003  | FIS-Rennen                 | K95     | Daniela Iraschko                                                                  | Eva Ganster                                                                                | Tanja Drage                                                                                  |
| 19. Dezember 2003  | FIS-Rennen                 | K95     | Daniela Iraschko                                                                  | Eva Ganster                                                                                | Tanja Drage                                                                                  |
| 20. Dezember 2003  | FIS-Rennen                 | K95     | Mateusz Rutkowski                                                                 | Tobias Bogner                                                                              | Arthur Pauli                                                                                 |
| 21. Dezember 2003  | FIS-Rennen                 | K95     | Mateusz Rutkowski                                                                 | Krzysztof Styrczula                                                                        | Jurij Tepeš                                                                                  |
| 8. September 2004  | Grand Prix                 | HS134   | Adam Małysz                                                                       | Andreas Widhölzl                                                                           | Andreas Küttel                                                                               |
| 31. August 2005    | Grand Prix                 | HS134   | Jakub Janda                                                                       | Andreas Küttel                                                                             | Wolfgang Loitzl                                                                              |
| 17. September 2005 | FIS-Cup                    | HS106   | Mario Innauer                                                                     | Marco Steinauer                                                                            | Stefan Nyffeler                                                                              |
| 18. September 2005 | FIS-Cup                    | HS106   | Mario Innauer                                                                     | Tobias Bogner                                                                              | Marco Steinauer                                                                              |
| 17. Dezember 2005  | FIS-Rennen                 | HS106   | Gregor Schlierenzauer                                                             | Robert Hrgota                                                                              | Patrick Kaltenbach                                                                           |
| 18. Dezember 2005  | FIS-Rennen                 | HS106   | Robert Hrgota                                                                     | Gregor Schlierenzauer                                                                      | Mario Innauer                                                                                |
| 8. August 2006     | Grand Prix                 | HS134   | Adam Małysz                                                                       | Andreas Küttel                                                                             | Jakub Janda                                                                                  |
| 12. Januar 2008    | Weltcup                    | HS134   | Tom Hilde                                                                         | Sigurd Pettersen                                                                           | Wolfgang Loitzl                                                                              |
| 13. Januar 2008    | Weltcup                    | HS134   | Tom Hilde                                                                         | Thomas Morgenstern                                                                         | Anders Jacobsen                                                                              |
| 23. Februar 2008   | FIS-Cup                    | HS106   | Wettkampf abgesagt                                                                | Wettkampf abgesagt                                                                         | Wettkampf abgesagt                                                                           |
| 24. Februar 2008   | FIS-Cup                    | HS106   | Wettkampf abgesagt                                                                | Wettkampf abgesagt                                                                         | Wettkampf abgesagt                                                                           |
| 22. August 2008    | FIS-Cup                    | HS106   | Sebastian Colloredo                                                               | Michael Hayböck                                                                            | Dawid Kubacki                                                                                |
| 23. August 2008    | FIS-Cup                    | HS106   | Thomas Thurnbichler                                                               | Daniel Lackner                                                                             | Dawid Kubacki                                                                                |
| 5. September 2008  | Alpencup                   | HS106   | Lukas Müller                                                                      | Michael Hayböck                                                                            | Danny Queck                                                                                  |
| 6. September 2008  | Alpencup                   | HS106   | Lukas Müller                                                                      | Michael Hayböck                                                                            | Johannes Lenz                                                                                |
| 7. August 2009     | FIS-Cup                    | HS106   | Jakub Kot                                                                         | Roland Müller                                                                              | Dawid Kubacki                                                                                |
| 8. August 2009     | FIS-Cup                    | HS106   | Roland Müller                                                                     | Tomáš Zmoray                                                                               | Dawid Kubacki                                                                                |
| 14. Januar 2012    | Weltcup                    | HS106   | Sarah Hendrickson                                                                 | Daniela Iraschko                                                                           | Anette Sagen                                                                                 |
| 14. Januar 2012    | FIS-Cup                    | HS106   | Rok Justin                                                                        | Ulrich Wohlgenannt                                                                         | Ernest Prišlič                                                                               |
| 15. Januar 2012    | Weltcup                    | HS106   | Sarah Hendrickson                                                                 | Daniela Iraschko                                                                           | Ulrike Gräßler                                                                               |
| 15. Januar 2012    | FIS-Cup                    | HS106   | Rok Justin                                                                        | Cene Prevc                                                                                 | Ulrich Wohlgenannt                                                                           |
| 4. Februar 2012    | Weltcup                    | HS134   | Gregor Schlierenzauer                                                             | Severin Freund                                                                             | Thomas Morgenstern                                                                           |
| 5. Februar 2012    | Weltcup                    | HS134   | Kamil Stoch                                                                       | Gregor Schlierenzauer                                                                      | Anders Bardal                                                                                |
| 3. März 2012       | Continental Cup            | HS134   | Wolfgang Loitzl                                                                   | Stefan Kraft                                                                               | Marco Grigoli                                                                                |
| 4. März 2012       | Continental Cup            | HS134   | Wolfgang Loitzl                                                                   | Lukas Müller                                                                               | Bartłomiej Kłusek                                                                            |
| 22. Februar 2013   | Weltmeisterschaft          | HS106   | Sarah Hendrickson                                                                 | Sara Takanashi                                                                             | Jacqueline Seifriedsberger                                                                   |
| 23. Februar 2013   | Weltmeisterschaft          | HS106   | Anders Bardal                                                                     | Gregor Schlierenzauer                                                                      | Peter Prevc                                                                                  |
| 24. Februar 2013   | Weltmeisterschaft          | HS106   | JapanYūki Itō Daiki Itō Sara Takanashi Taku Takeuchi                              | ÖsterreichChiara Hölzl Thomas Morgenstern Jacqueline Seifriedsberger Gregor Schlierenzauer | DeutschlandUlrike Gräßler Richard Freitag Carina Vogt Severin Freund                         |
| 28. Februar 2013   | Weltmeisterschaft          | HS134   | Kamil Stoch                                                                       | Peter Prevc                                                                                | Anders Jacobsen                                                                              |
| 2. März 2013       | Weltmeisterschaft          | HS134   | ÖsterreichWolfgang Loitzl Manuel Fettner Thomas Morgenstern Gregor Schlierenzauer | DeutschlandAndreas Wank Severin Freund Michael Neumayer Richard Freitag                    | PolenMaciej Kot Piotr Żyła Dawid Kubacki Kamil Stoch                                         |
| 14. Dezember 2013  | Universiade                | HS106   | Katja Požun                                                                       | Michaela Dolezelova                                                                        | Irina Awwakumowa                                                                             |
| 14. Dezember 2013  | Universiade                | HS106   | Sami Niemi                                                                        | Krzysztof Biegun                                                                           | Michail Maximotschkin                                                                        |
| 17. Dezember 2013  | Universiade                | HS106   | RusslandIrina Awwakumowa Michail Maximotschkin                                    | FinnlandJulia Kykkänen Sami Niemi                                                          | SlowenienKatja Požun Mitja Mežnar                                                            |
| 18. Dezember 2013  | Universiade                | HS106   | PolenAleksander Zniszczoł Bartłomiej Kłusek Krzysztof Biegun                      | RusslandRoman Trofimow Alexander Sardyko Michail Maximotschkin                             | ÖsterreichDaniel Huber Clemens Aigner David Unterberger                                      |
| 20. Dezember 2013  | Universiade                | HS134   | Krzysztof Biegun                                                                  | Sami Niemi                                                                                 | Junshirō Kobayashi                                                                           |
| 10. Januar 2014    | Alpencup                   | HS106   | Ema Klinec                                                                        | Anna Rupprecht                                                                             | Urša Bogataj                                                                                 |
| 10. Januar 2014    | Alpencup                   | HS106   | Anže Lanišek                                                                      | Michael Herrmann                                                                           | Sebastian Bradatsch                                                                          |
| 11. Januar 2014    | Alpencup                   | HS106   | Urša Bogataj                                                                      | Anna Rupprecht                                                                             | Melanie Häckert                                                                              |
| 11. Januar 2014    | Alpencup                   | HS106   | Sebastian Bradatsch Stefan Huber                                                  |                                                                                            | Žiga Jelar                                                                                   |
| 28. Januar 2014    | Junioren-Weltmeisterschaft | HS106   | Sara Takanashi                                                                    | Coline Mattel                                                                              | Maren Ludby                                                                                  |
| 30. Januar 2014    | Junioren-Weltmeisterschaft | HS106   | JapanYūki Itō Haruka Iwasa Yurina Yamada Sara Takanashi                           | SlowenienUrša Bogataj Barbara Klinec Anja Javoršek Špela Rogelj                            | FrankreichLéa Lemare Marie Hoyau Julia Clair Coline Mattel                                   |
| 31. Januar 2014    | Junioren-Weltmeisterschaft | HS106   | Jakub Wolny                                                                       | Patrick Streitler                                                                          | Jewgeni Klimow                                                                               |
| 1. Februar 2014    | Junioren-Weltmeisterschaft | HS106   | PolenJakub Wolny Aleksander Zniszczoł Krzysztof Biegun Klemens Murańka            | ÖsterreichSimon Greiderer Ulrich Wohlgenannt Elias Tollinger Patrick Streitler             | NorwegenDaniel-André Tande Johann André Forfang Hans Petter Bergquist Mats Søhagen Berggaard |
| 23. September 2017 | Alpencup                   | HS106   | Océane Paillard                                                                   | Lara Malsiner                                                                              | Joséphine Pagnier                                                                            |
| 23. September 2017 | Alpencup                   | HS106   | Justin Lisso                                                                      | Jonathan Learoyd                                                                           | Jan Kus Clemens Leitner                                                                      |
| 24. September 2017 | Alpencup                   | HS106   | Océane Paillard                                                                   | Lara Malsiner                                                                              | Selina Freitag                                                                               |
| 24. September 2017 | Alpencup                   | HS106   | Justin Lisso Luca Roth                                                            |                                                                                            | Jan Kus                                                                                      |
| 5. Oktober 2018    | Alpencup                   | HS104   | David Haagen                                                                      | Jan Bombek                                                                                 | Dominik Peter                                                                                |
| 6. Oktober 2018    | Alpencup                   | HS104   | Lara Malsiner                                                                     | Agnes Reisch                                                                               | Marita Kramer                                                                                |
| 6. Oktober 2018    | Alpencup                   | HS104   | Jan Bombek                                                                        | Philipp Raimund                                                                            | David Haagen                                                                                 |
| 7. Oktober 2018    | Alpencup                   | HS104   | Agnes Reisch                                                                      | Marita Kramer                                                                              | Lara Malsiner                                                                                |
| 12. Januar 2019    | Weltcup                    | HS135   | Ryōyū Kobayashi                                                                   | Dawid Kubacki                                                                              | Kamil Stoch                                                                                  |
| 13. Januar 2019    | Weltcup                    | HS135   | Dawid Kubacki                                                                     | Stefan Kraft                                                                               | Kamil Stoch                                                                                  |
| 20. September 2019 | Alpencup                   | HS104   | Marco Wörgötter                                                                   | Mathis Contamine                                                                           | Elias Medwed                                                                                 |
| 21. September 2019 | Alpencup                   | HS104   | Marco Wörgötter                                                                   | Žak Mogel                                                                                  | Peter Resinger                                                                               |
| 21. September 2019 | Alpencup                   | HS104   | Lisa Hirner                                                                       | Jessica Malsiner                                                                           | Vanessa Moharitsch                                                                           |
| 22. September 2019 | Alpencup                   | HS104   | Jessica Malsiner                                                                  | Lisa Hirner                                                                                | Pia Mazi                                                                                     |
| 11. Januar 2020    | Weltcup                    | HS104   | Karl Geiger                                                                       | Stefan Kraft                                                                               | Dawid Kubacki                                                                                |
| 12. Januar 2020    | Weltcup                    | HS104   | Karl Geiger                                                                       | Stefan Kraft                                                                               | Dawid Kubacki                                                                                |
| 22. Februar 2020   | Continental Cup            | HS104   | Maciej Kot                                                                        | Clemens Aigner                                                                             | Moritz Baer                                                                                  |
| 23. Februar 2020   | Continental Cup            | HS104   | Maciej Kot                                                                        | Clemens Aigner                                                                             | Mark Hafnar                                                                                  |

## Technisches
| Trampolino dal Ben              | Trampolino dal Ben |
| Anlauf                          | Anlauf             |
| ------------------------------- | ------------------ |
| Anlauflänge                     | 122,33 m           |
| Anlaufgeschwindigkeit           | ca. 94,7 km/h      |
| Schanzentisch                   |                    |
| Tischhöhe                       | 3 m                |
| Neigung des Schanzentisches (α) | 10,5°              |
| Aufsprung                       |                    |
| Hillsize                        | 134 m              |
| Konstruktionspunkt              | 120 m              |
| Juryweite                       | 132 m              |
| K-Punkt Neigungswinkel (β)      | 34,86°             |